# Mentőkórház
A Mentőkórház Budapest VI. kerülete egyik műemléki státusszal rendelkező épületében működő intézmény volt.
A Szobi utca 3. szám alatti, 1894-ben átadott épületet Fellner Sándor neogótikus stílusban tervezte. Hosszú időn át működött benne az intézmény, amelyet 2001-ben összevonták az Országos Traumatológiai Intézettel. Az épületet később az állami Hajléktalanokért Közalapítvány kapta meg.